# Wyandotten

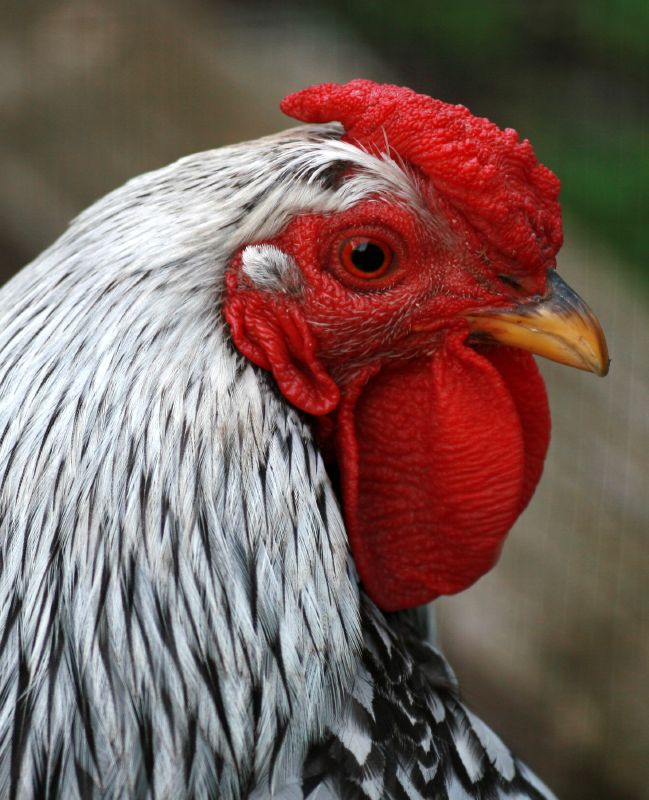
Wyandotten kakas

A Wyandotten Észak-Amerikából származó házityúkfajta.

## Fajtatörténet
Tollatlan lábú, de különben termetre és magatartásra nézve a Brahmara emlékeztető haszonfajta, mely állítólag a sötét Brahma, Cochin, Sebright és Hamburgi tyúkok keresztezéséből létesült, de ma már a kívánatos módon állandósítva van. A legelső kitenyésztés az ezüst wyandotten volt (1883), de mely fajták szolgáltatták a keresztezési anyagot, azt ma már nem lehet tudni, valószínű, hogy az ezüst hamburgi és a sötét brahma, mert ha ezt a két fajtát egymással keresztezzük, az ezüst wyandottenhoz hasonló egyedeket kapunk, mindazonáltal bekeresztezhettek más vért is.

## Fajtabélyegek, színváltozatok
E fajtának sajátos testalkata van, amelynél fogva azonnal meg lehet különböztetni a többi fajtától, s ez azonnal szembeötlik, ha képen összehasonlítjuk a többi fajtákkal.A törzs erős, húsos, lábállás középmagas, hát széles, mell mély, nyak erőteljes és vastag, fej rövid és széles, a taraj rózsás, ami igen tetszetős külsőt ad az állatoknak. Füllebeny, áll-lebeny élénkpiros.
Színváltozatok: Ezüst, arany, fehér, sárga, fekete, fogolyszínű, ezüst szegélyezett és columbia.

## Tulajdonságok
E fajta gazdasági értéke igen nagy, bár a bőr, zsír és lábszárszín sárga, mégis jó húst szolgáltatnak az egyes egyedek, főleg azonban különösen jó tojóképességükkel tűnnek fel és a legkülönbözőbb tojóversenyeken igen gyakran mint győztesek szerepelnek, kivált a fehér wyandottenek.
| Általános tulajdonságok: | Általános tulajdonságok:  |
| ------------------------ | ------------------------- |
| Súlya                    | kakas 3,5-4 kg, tojó 3 kg |
| Gyűrűmérete              | kakas 20, tojó 18         |
| Tenyésztojás tömege      | 55 g                      |
| Tojáshéj színe           | fehér                     |
| Éves tojáshozama         | 200 db                    |